# Velsense derby
De Velsense derby was een voetbalwedstrijd tussen de clubs Stormvogels en VSV. Beide clubs kwamen uit de Noord-Hollandse gemeente Velsen. Van 1960 tot het seizoen 1962/63 is de wedstrijd viermaal gehouden. In 1963 fuseerden de clubs tot het huidige Telstar.

## Uitslagen
| Seizoen | Competitie             | Thuisploeg  | Uitslag | Uitploeg    | Doelpuntenmakers                           | Doelpuntenmakers       |
| Seizoen | Competitie             | Thuisploeg  | Uitslag | Uitploeg    | Thuisploeg                                 | Uitploeg               |
| ------- | ---------------------- | ----------- | ------- | ----------- | ------------------------------------------ | ---------------------- |
| 1960/61 | KNVB beker 1960/61     | Stormvogels | 4–1     | VSV         | Henk Snoeks (2x), Ko Bakker, Siem de Graaf | Cor van der Heijden    |
| 1961/62 | KNVB beker 1961/62     | VSV         | 0–0     | Stormvogels |                                            |                        |
| 1962/63 | Tweede divisie 1962/63 | Stormvogels | 2–2     | VSV         | Bert van Wooning, Theo van Kampen          | Ron Versluis, Cor Brom |
| 1962/63 | Tweede divisie 1962/63 | VSV         | 1–1     | Stormvogels | Ko Jager                                   | Leo Nieuwenhuis        |

## Statistieken
| Wedstrijdenstatistieken | Wedstrijdenstatistieken | Wedstrijdenstatistieken | Wedstrijdenstatistieken | Wedstrijdenstatistieken | Wedstrijdenstatistieken | Wedstrijdenstatistieken | Wedstrijdenstatistieken |
| Competitie              | Wedst.                  | STO                     | Gelijk                  | VSV                     | STO                     | VSV                     |                         |
| ----------------------- | ----------------------- | ----------------------- | ----------------------- | ----------------------- | ----------------------- | ----------------------- | ----------------------- |
| Tweede divisie          | 2                       | 0                       | 2                       | 0                       | 3                       | 3                       |                         |
| KNVB beker              | 2                       | 1                       | 1                       | 0                       | 4                       | 1                       |                         |
| TOTAAL                  | 4                       | 1                       | 3                       | 0                       | 7                       | 4                       |                         |